# Baron Fauconberg
Baron Fauconberg ist ein erblicher britischer Adelstitel, der zweimal in der Peerage of England geschaffen wurde.

## Verleihungen

### Erste Verleihung (1295)
Erstmals wurde der Titel am 24. Juni 1295 geschaffen, als König Eduard I. von England seinen Gefolgsmann Walter de Fauconberg, dessen Vorfahr Drogo, Kastellan von Fauquembergues, aus der Gegend von Saint-Omer stammte und angeblich mit Wilhelm dem Eroberer nach England gekommen war.
Wie bei vielen alten Baronien der Peerage of England erfolgte die Erschaffung nicht durch Ernennung einer Person zum Peer (Letters Patent), sondern dadurch, dass die Person aufgefordert wurde, einen Sitz im House of Lords einzunehmen (Writ of Summons). Eine Besonderheit dieser Baronien by writ ist, dass sie auch in der weiblichen Linie vererbt werden können, wenn keine Söhne vorhanden sind. Allerdings gilt zwischen mehreren Schwestern – anders als bei Brüdern – nicht der Grundsatz der Primogenitur. Da der Titel aber weder geteilt noch gemeinsam gehalten werden kann, ruht der Titel dann, wenn keine Söhne jedoch mehrere Töchter vorhanden sind (falls into abeyance). Jeder Mitberechtigte kann dann bei der Krone die Beendigung des Ruhens beantragen.
Die Baronie Fauconberg vererbte sich in männlicher Linie bis zum 5. Baron, der 1407 verstarb. Da dieser nur eine Tochter Joan hatte, die zwar den Titel erben, aber als Frau nicht im Oberhaus sitzen konnte, berief König Heinrich VI. Joans Ehemann William Neville, der später zum Earl of Kent erhoben wurde, iure uxoris als Baron Fauconberg ins Oberhaus. Da auch sie keine männlichen Erben hatte, fiel die Baronie Fauconberg nach ihrem Tod 1490 in Abeyance.
Die Abeyance dauerte Jahrhunderte: Erst am 29. September 1903 übertrug die Krone die Baronie Fauconberg einer Nachkommin der letzten Baroness, nämlich Marcia Pelham, Countess of Yarborough, der bereits 11 Jahre zuvor die Baronie Conyers zugesprochen worden war. Von ihrem Vater hatte sie bereits bei dessen Tode 1888 den portugiesischen Titel einer Condessa de Mértola geerbt, der auch in der weiblichen Linie vererbt werden kann. Dieser Titel wird seitdem vom jeweiligen Titelinhaber der Baronie geführt. Ihr Sohn, der achte Baron, erbte zehn Jahre nach den Baronien Fauconberg und Conyers von seinem Vater die Würde des Earl of Yarborough. Da dieser jedoch nur Töchter hatte, fiel die Earlswürde, die nur in männlicher Linie vererbt werden kann, bei seinem Tod 1948 an seinen Bruder. Die Baronien fielen dagegen beide in Abeyance.
2012 übertrug die Krone beide Baronien seiner einzigen überlebenden Tochter. Als diese schon 2013 starb, fielen die Baronien wieder in Abeyance.

### Zweite Verleihung (1627)
Eine zweite Verleihung erfolgte am 25. Mai 1627 an den Unterhausabgeordneten Sir Thomas Belasyse, 2. Baronet, dem per Letters Patent der Titel Baron Fauconberg, of Yarm in the County of York, verliehen wurde. Zu diesem Zeitpunkt ruhte der Titel der ersten Verleihung bereits seit mehr als 100 Jahren. Er hatte bereits 1624 von seinem Vater Sir Henry Belasyse, 1. Baronet, den Titel Baronet, of Newborough in the County of York, geerbt, der diesem am 29. Juni 1611 in the Baronetage of England verliehen worden war. Am 31. Januar 1643 wurde er in der Peerage of England zum Viscount Fauconberg, of Henknowle in the Bishopric of Durham erhoben.
Sein Enkel, der 2. Viscount wurde am 9. April 1689 in der Peerage of England zum Earl Fauconberg erhoben. Das Earldom erlosch, als dieser 1700 kinderlos starb. Die Viscountcy und Baronie fielen an seinen Neffen als 3. Viscount. Dessen Sohn, der 4. Viscount wurde am 16. Juni 1756 in der Peerage of Great Britain zum Earl Fauconberg, of Newborough in the County of York, erhoben. Dieses Earldom erlosch 1802 beim Tod seines Sohnes des 2. Earls. Die Viscountcy und Baronie fielen an seinen Cousin zweiten Grades als 6. Viscount. Als dessen jüngerer Bruder, der 7. Viscount, am 24. Juni 1815 ohne Erben starb erloschen auch die Viscountcy Fauconberg und Baronie Fauconberg.

## Liste der Barone Fauconberg

### Barone Fauconberg, erste Verleihung (1295)
- Walter de Fauconberg, 1. Baron Fauconberg († 1304)
- Walter de Fauconberg, 2. Baron Fauconberg (1264–1318)
- John de Fauconberg, 3. Baron Fauconberg (1290–1349)
- Walter de Fauconberg, 4. Baron Fauconberg (1319–1362)
- Thomas de Fauconberg, 5. Baron Fauconberg (1345–1407) (Titel abeyant 1407)
- Joan de Fauconberg, 6. Baroness Fauconberg († 1490) (Abeyance beendet 1429; Titel abeyant 1490) ⚭ William Neville, 1. Earl of Kent, iure uxoris Baron Fauconberg (1405–1463)
- Marcia Pelham, Countess of Yarborough, 7. Baroness Fauconberg, 13. Baroness Conyers (1863–1926) (Abeyance beendet 1903)
- Sackville Pelham, 5. Earl of Yarborough, 8. Baron Fauconberg, 14. Baron Conyers (1888–1948) (Titel abeyant 1948)
- Diana Miller, 9. Baroness Fauconberg, 15. Baroness Conyers (1920–2013) (Abeyance beendet 2012; Titel abeyant 2013)

### Barone Fauconberg, zweite Verleihung (1627)
- Thomas Belasyse, 1. Viscount Fauconberg, 1. Baron Fauconberg (1577–1652)
- Thomas Belasyse, 1. Earl Fauconberg, 2. Viscount Fauconberg, 2. Baron Fauconberg (1628–1700)
- Thomas Belasyse, 3. Viscount Fauconberg, 3. Baron Fauconberg († 1718)
- Thomas Belasyse, 1. Earl Fauconberg, 4. Viscount Fauconberg, 4. Baron Fauconberg (1699–1774)
- Henry Belasyse, 2. Earl Fauconberg, 5. Viscount Fauconberg, 5. Baron Fauconberg (1743–1802)
- Rowland Belasyse, 6. Viscount Fauconberg, 6. Baron Fauconberg (1745–1810)
- Charles Belasyse, 7. Viscount Fauconberg, 7. Baron Fauconberg (1750–1815) (Titel erloschen 1815)